# Ranunculus czimganicus
Ranunculus czimganicus är en ranunkelväxtart som beskrevs av Ovczinn.. Ranunculus czimganicus ingår i släktet ranunkler, och familjen ranunkelväxter. Inga underarter finns listade i Catalogue of Life.